# Ceylonaltica nigripes
Ceylonaltica nigripes es un coleóptero de la familia Chrysomelidae.
Fue descrita científicamente en 2003 por Kimoto.